# پیولتلو
پیولتِلّو (به ایتالیایی: Pioltello) یک شهرستان (کومونه) در ایتالیا است که در استان میلان، ناحیه لمباردی واقع شده‌است.

## ویژگی‌ها
پیولتلو ۱۳٫۱ کیلومترمربع مساحت و ۳۷٬۰۸۶ نفر جمعیت دارد و ۱۲۲ متر بالاتر از سطح دریا واقع شده‌است.